# Шість карбованців
Шість рублів (платинова монета) (6 рублів на срібло) - платинова монета Російської імперії номіналом у шість рублів. Карбувалася за указом Миколи I Санкт-Петербурзьким Монетним двором у 1829-1845.

## Аверс
У колі, обрамленому променевим обідком, по центру розташоване рельєфне зображення герба Росії - коронованого двоголового орла, що тримає скіпетр і державу.

## Реверс
У подвійному променевому обідку розміщується трирядковий напис: « · 6 · | РУБЛІВ | НА СРІБЛО», під нею у два рядки позначення року та місця карбування. Круговий напис за годинниковою стрілкою визначає зміст дорогоцінного металу: «4 ЗОЛ. 82 ДОЛ. ЧИСТОЇ УРАЛЬСЬКОЇ ПЛАТИНИ».